# Enicospilus vespus
Enicospilus vespus là một loài tò vò trong họ Ichneumonidae.